# Juan Nuri
Juan Nuri Miro (na zijn naturalisatie tot Nederlander Juan Nuri; Viladecans, 21 augustus 1938 – 's-Gravenhage, 7 januari 2021) was een Spanjaard die in Nederland een levenslange gevangenisstraf uitzat wegens moord op zijn ex-vrouw Maja Goeijers.

## Voorgeschiedenis
Juan Nuri trouwde rond 1966 met de Nederlandse Maja Goeijers, met wie hij twee kinderen kreeg. Hij werd in 1973 tot Nederlander genaturaliseerd. Het echtpaar scheidde in 1983.

## Moord op Francesco Nuri Miro
Nuri keerde in 1986 terug naar Spanje om te gaan werken in het bedrijf van zijn broer Francesco. De verhouding tussen de broers bekoelde snel, volgens Juan omdat hij na zes maanden werk nog altijd geen salaris had ontvangen. Daarnaast bestond er onenigheid over de afwikkeling van een boete van 67.000 peseta (ca. 400 euro) die Juan moest betalen nadat hij met een onverzekerde bedrijfsauto van Francesco een ongeluk had veroorzaakt en zou Juan jaloers zijn geweest omdat Francesco van hun ouders veel meer grond had gekregen.
Juan vond een andere baan en meed Francesco zoveel mogelijk. In 1991 kwamen de broers elkaar toevallig op straat tegen, waarna Francesco aangifte deed van bedreiging. Nadat Juan bericht had gekregen dat deze zaak voor zou komen schoot hij Francesco met een dubbelloops jachtgeweer dood.
Juan reed na de moord meteen naar Nederland om zich aan te geven. In de rechtszaal beweerde hij dat hij altijd een geladen jachtgeweer in zijn auto had en dat hij Francesco had opgezocht om te praten over de rechtszaak. Francesco zou toen hebben toegegeven dat hij een tante, die als een moeder voor Juan was geweest, had mishandeld en als beul had gewerkt voor de Guardia Civil. Juan ging naar zijn auto en kwam terug met het geweer. Toen Francesco lachte - "Het was meer dan uitlachen, het was de lach van iemand die zijn macht liet voelen" - schoot Juan twee keer.
Nuri werd veroordeeld tot acht jaar cel en kwam, na aftrek van de reguliere strafkorting, in februari 1997 vrij.

## Moord op Maja Goeijers
Nuri zou in 1992 zijn begonnen Maja Goeijers te bedreigen met moord en verkrachting. Na zijn vrijlating vertelde hij op zijn werk dat hij een jachtgeweer ging kopen om haar te vermoorden. Hij kocht op 14 juni in Antwerpen inderdaad een jachtgeweer en reed er op 20 juni mee naar Rijen, waar hij aanbelde bij Maja Goeijers' kapsalon. Die gooide de deur voor zijn neus dicht, waarna hij een ruitje insloeg en vanuit de hal in de kapsalon schoot. Goeijers en een klant raakten gewond en verborgen zich achter in de zaak. Nuri ging ze achterna, vuurde weer, herlaadde, vuurde opnieuw en schoot Goeijers ten slotte met de loop tegen haar achterhoofd dood. Nuri zelf beweerde dat hij het geweer had gevonden en dat hij ermee naar Goeijers was gereden om haar onder druk te zetten om hem 300.000 gulden (ca. 140.000 euro) te betalen waar hij na de scheiding recht op meende te hebben. Van de moord zou hij zich niets herinneren.

## Rechtszaak
Nuri vluchtte na de moord naar Spanje, maar keerde een week later terug naar Nederland en gaf zichzelf aan. De officier van justitie eiste wegens moord een levenslange gevangenisstraf, onder meer omdat Nuri niet wilde meewerken aan een onderzoek in het Pieter Baan Centrum en er daardoor geen mogelijkheid ontstond tbs op te leggen. Nuri's advocaat voerde aan dat er geen sprake was van moord, maar van doodslag. Nuri zou zijn ex niet hebben willen doden omdat hij daarmee de drie ton verspeelde die hem zouden toekomen.
De rechtbank in Breda veroordeelde Nuri op 30 december 1997 conform de eis tot levenslang. Nuri stemde daarna alsnog in met een onderzoek naar zijn geestesvermogens en werd verminderd toerekeningsvatbaar bevonden. Zijn advocaat stelde op grond daarvan tijdens het hoger beroep voor tbs met dwangverpleging in combinatie met een lagere celstraf op te leggen. Het gerechtshof in 's-Hertogenbosch oordeelde echter dat het risico dat Nuri ooit weer vrij zou komen in dat geval te groot zou zijn en legde op 18 november 1998 wederom levenslang op.

## Overlijden
Nuri is op 7 januari 2021 overleden in de penitentiaire inrichting waar hij verbleef.

## Voetnoten
1. 1 2  "Naturalisatie van Brode, Jacob Jan en 21 anderen", zitting 1972-1973, 12 416. Gearchiveerd op 1 september 2023.
2. 1 2 3 4  Cor Elberse, "Levenslang geëist wegens moord op ex-vrouw", ANP, 16 december 1997.
3. ↑  Zie het ticket op VRTS met scan van de overlijdensakte
4. ↑  In sommige berichtgeving wordt Goeijers Goeijen genoemd.
5. 1 2 3 4 5 6  "Levenslang voor moord op ex-echtgenote", NRC Handelsblad, 31 december 1997.
6. 1 2 3  "Broer om vernedering gedood: eis 8 jaar", Algemeen Dagblad, 25 juni 1992.
7. 1 2 3  "Eis levenslang voor moord Maja Goeijers uit Rijen", Brabants Dagblad, 17 december 1997.
8. ↑  "Levenslang voor moord op ex-vrouw", ANP, 18 november 1998.
9. ↑  Tot levenslang veroordeelde Juan Nuri overleden in de gevangenis, WNL, 10 april 2021. Gearchiveerd op 8 februari 2023.